# Список мемориальных досок района Арбат
Список мемориальных досок района Арбат — перечень памятных досок, установленных в районе Арбат Центрального административного округа города Москвы.
До революции 1917 года в Москве насчитывалось не более 20 памятных досок. За прошедшие десятилетия их количество увеличилось в сотни раз. Особенно стремительный рост начался с 1950-х годов. Всего на начало 2020 года в Москве установлено около 1600—1800 памятных досок, 95 из которых — в районе Арбат. 
Большинство досок района Арбат выполнены из камня или металла. Чаще всего используются гранит, мрамор, бронза. Самая распространённая форма досок — прямоугольная, вытянутая по вертикали, реже — по горизонтали. Также встречаются квадратные доски и доски произвольной формы. Во многих случаях памятные доски — лишь плиты с текстом; тем не менее большинство из них помимо текста несут на себе разного рода изображения, в первую очередь портреты тех, кому они посвящены. 

## Легенда
- Посвящена — имя, годы жизни и род деятельности того, в память о ком установлена доска.
- Адрес — адрес здания, на котором установлена доска.
- Надпись — текст надписи на доске (орфография и пунктуация сохранены).
- Описание — цвет, материал и описание элементов доски.
- Авторы — имена авторов доски; если авторы не указаны в источниках, то в ячейке стоит знак «—».
- Год — год установки доски; если год не указан в источниках, то в ячейке стоит знак «—».
- Пр. — ссылки на источники и на элемент доски в «Викиданных» (в виде значка «»).

Список отсортирован в алфавитном порядке по адресу. Сортировка может проводиться по столбцам «Посвящена», «Адрес» и «Год». 

## Список
| Посвящена | Адрес                                                                    | Надпись | Описание | Авторы                                                    | Год  | Пр.                     |
| --- | ------------------------------------------------------------------------ | --- | --- | --------------------------------------------------------- | ---- | ----------------------- |
| 50-летию победы в Великой Отечественной войне | Арбат, 23, стр. 1                                                        | 50 лет Великой победы Солдатам Арбата от АО Купина 9 мая 1945 года | Доска из красного гранита с бронзовым рельефом ― 3 головы солдат друг за другом, вверху ― объемное развевающееся знамя из бронзы                | ск. А. Н. Бурганов                                        | 1995 | [ 9 ] [ 10 ]            |
| Зенину А. И. (1921—1999) Военный лётчик, Герой Российской Федерации | Арбат, 23, стр. 1                                                        | Лётчик-штурмовик совершивший подвиги в Великой Отечественной войне Герой России гвардии полковник Александр Иванович Зенин жил в этом доме с 1921 по 1956 год | Доска из бронзы, в верхней части ― рельефное изображение самолета                                                                               | —                                                         | —    | [ 9 ] [ 10 ]            |
| Мухиной В. И. (1889—1953) Скульптор Куприну А. В. (1880—1960) Скульптор Фаворскому В. А. (1886—1964) Скульптор Ватагину В. А. (1883—1969) Скульптор Лузину Н. Н. (1883—1950) Математик | Арбат, 25/36                                                             | В 1900-е годы здесь в классах рисования живописи и скульптуры под руководством К. Ф. Юона учились В. И. Мухина А. В. Куприн В. А. Фаворский В. А. Ватагин В 1908―1935 годах в этом доме жил выдающийся ученый создатель московской математической школы Н. Н. Лузин (1883―1950) | Доска из металла | —                                                         | —    | [ 11 ] [ 12 ]           |
| Казакову Ю. П. (1927—1982) Писатель | Арбат, 30/3, стр. 1                                                      | В этом доме с 1930 по 1964 год жил писатель Юрий Казаков | Доска из бронзы с барельефным портретом, под ним ― лавровая ветвь и гусиное перо                                                                | ск. Г. И. Правоторов                                      | 2008 | [ 11 ] [ 13 ]           |
| Иванову С. В. (1864—1910) Художник | Арбат, 30/3, стр. 1                                                      | 1884 1910 В этом доме жил русский художник Сергей Васильевич Иванов | Доска из серого гранита с накладной бронзовой плитой и барельефным портретом                                                                    | ск. Ю. П. Поммер арх. Л. М. Холмянский                    | 1967 | [ 14 ] [ 15 ] [ 16 ]    |
| Шагинян М. С. (1888—1982) Писательница | Арбат, 45/24                                                             | В этом доме с 1936 по 1961 год жила Герой Социалистического Труда лауреат Ленинской и Государственной премий СССР писательница Мариэтта Сергеевна Шагинян | Доска из бронзы в виде раскрытой книги | арх. М. Ф. Борисенко                                      | 1989 | [ 14 ] [ 17 ]           |
| Папанину И. Д. (1894—1986) Исследователь Арктики, дважды Герой Советского Союза | Арбат, 45/24                                                             | Здесь с 1938 по 1986 год жил дважды Герой Советского Союза видный исследователь Арктики начальник первой в мире дрейфующей станции Северный полюс-1 доктор географических наук контр-адмирал Иван Дмитриевич Папанин                                                            | Доска из бронзы с рельефным портретом | ск. Г. И. Правоторов                                      | 1996 | [ 14 ] [ 18 ]           |
| Рыбакову А. Н. (1911—1998) Писатель | Арбат, 51, стр. 1                                                        | В этом доме с 1919 по 1933 год жил Анатолий Рыбаков автор романа «Дети Арбата» | Доска из бронзы с горельефным портретом | ск. А. Ляпин                                              | 2004 | [ 19 ] [ 20 ]           |
| Давиденко А. А. (1899—1934) Композитор | Арбат, 51, стр. 1                                                        | В этом доме с 1923 года по 1934 год жил и работал известный советский композитор Александр Александрович Давиденко | Доска из светло-красного гранита с бронзовым барельефным портретом                                                                              | ск. Б. В. Едунов арх. Л. Г. Голубовский                   | 1973 | [ 19 ] [ 12 ] [ 21 ]    |
| Пушкину А. С. (1799—1837) Поэт | Арбат, 53, стр. 1                                                        | В этом доме жил А.С. Пушкин с начала февраля до середины мая 1831 г. | Доска из серого гранита с бронзовым барельефным портретом в медальоне и изображением лавровой ветви                                             | —                                                         | 1956 | [ 19 ] [ 22 ] [ 23 ]    |
| Хетагурову Г. И. (1903—1975) Военный деятель, Герой Советского Союза | Б. Афанасьевский переулок, 25                                            | Герой Советского союза генерал армии Хетагуров Георгий Иванович жил в этом доме с 1970 по 1975 год | Доска из бронзы с горельефным портретом | ск. А. М. Дзбоев арх. З. К. Хаева                         | 2013 | [ 19 ]                  |
| Горчакову П. А. (1917—2002) Военный деятель, Герой Советского Союза | Б. Афанасьевский переулок, 25                                            | Герой Советского Союза генерал-полковник Петр Андреевич Горчаков жил в этом доме с 1970 по 2002 год | Доска из бронзы с горельефным портретом | ск. К. Б. Саркисов арх. В. С. Иньшин                      | 2017 | [ 24 ]                  |
| Андрееву Н. А. (1873—1932) Скульптор | Б. Афанасьевский переулок, 27, стр. 3                                    | В этом доме в 1900―1932 годах жил и работал выдающийся советский скульптор Николай Андреевич Андреев | Доска из темно-серого гранита с барельефным портретом и изображением дубовой ветви                                                              | ск. О. П. Андреева арх. Г. И. Гаврилов, Е. И. Кутырев     | 1957 | [ 24 ] [ 25 ] [ 26 ]    |
| Цветаевой М. И. (1892—1941) Поэтесса | Борисоглебский переулок, 6, стр. 3                                       | В этом доме в 1914―1922 гг. жила Марина Цветаева | Доска из белого мрамора | —                                                         | 1991 | [ 24 ] [ 17 ]           |
| Хо Ши Мину (1890—1969) Государственный деятель | Воздвиженка, 1                                                           | В этом здании в 1923―1924 годах работал выдающийся деятель международного коммунистического и национально-освободительного движения основатель коммунистической партии Вьетнама Хо Ши Мин                                                                                       | Доска из темно-красного гранита | арх. М. Е. Константинов                                   | 1980 | [ 24 ] [ 27 ] [ 28 ]    |
| Грамши А. (1891—1937) Политический деятель | Воздвиженка, 1                                                           | В этом здании в 1922―1923 годах работал видный деятель международного коммунистического и рабочего движения, основатель итальянской коммунистической партии Антонио Грамши | Доска из бронзы | арх. С. И. Смирнов                                        | 1979 | [ 29 ] [ 30 ] [ 31 ]    |
| Куну Б. (1886—1937) Политический деятель | Воздвиженка, 1                                                           | В этом здании в 1924-1936 годах работал видный деятель венгерского и международного рабочего движения один из основателей компартии Венгрии и руководителей Венгерской советской республики 1919 года Бела Кун                                                                  | Доска из темно-красного гранита | арх. С. И. Смирнов                                        | 1986 | [ 29 ] [ 30 ]           |
| Калинину М. И. (1875—1946) Государственный деятель | Воздвиженка, 4/7, стр. 1                                                 | В этом доме находилась приемная М. И. Калинина 1919―1946 | Доска из красного гранита с бронзовым барельефным портретом                                                                                     | ск. С. Д. Меркуров арх. И. А. Француз                     | —    | [ 29 ] [ 32 ] [ 33 ]    |
| Ленину В. И. (1870—1924) Государственный деятель | Воздвиженка, 4/7, стр. 1                                                 | В. И. Ленин неоднократно бывал в этом доме у Е. Д. Стасовой и Б. С. Жукова | Доска из красного гранита с гравированным портретом                                                                                             | ск. С. Я. Ковнер арх. А. П. Семёнов                       | 1963 | [ 34 ] [ 35 ] [ 36 ]    |
| Ленину В. И. (1870—1924) Государственный деятель | Воздвиженка, 5/25, стр. 1                                                | В этом здании в 1920―1923 годах находился секретариат ЦК РКП /б/. Здесь бывал Владимир Ильич Ленин. | Доска из бронзы с барельефным портретом в 3/4 роста                                                                                             | ск. Ю. Л. Чернов арх. Ю. Е. Гальперин                     | 1968 | [ 34 ] [ 37 ] [ 38 ]    |
| Мазырину В. А. (1859—1919) Архитектор | Воздвиженка, 16, стр. 1                                                  | Здание построено в 1899 году по проекту архитектора В.А. Мазырина | Доска из бронзы с барельефным портретом в обрамлении рельефных колонн                                                                           | —                                                         | 2007 | [ 34 ]                  |
| Луначарскому А. В. (1875—1933) Государственный деятель | Денежный переулок, 9/6                                                   | В этом доме жил с 1923 года по 1933 год первый Народный Комиссар просвещения РСФСР, писатель и публицист Анатолий Васильевич Луначарский | Доска из розового гранита с барельефным портретом в медальоне, обвитым лавровыми ветвями                                                        | ск. С. З. Мограчёв арх. В. Н. Шестопалов                  | 1958 | [ 39 ] [ 35 ] [ 40 ]    |
| Устинову Д. Ф. (1908—1984) Военачальник и государственный деятель, Герой Советского Союза                                                                                              | Знаменка, 19                                                             | В этом здании с 1976 по 1984 год работал на посту министра обороны СССР видный деятель коммунистической партии и советского государства Герой Советского Союза дважды Герой Социалистического Труда маршал Советского Союза Дмитрий Федорович Устинов                           | Доска из бронзы с барельефным портретом | ск. И. М. Рукавишников арх. Г. В. Макаревич               | 1985 | [ 39 ] [ 41 ]           |
| Малиновскому Р. Я. (1898—1967) Военачальник и государственный деятель, дважды Герой Советского Союза                                                                                   | Знаменка, 19                                                             | В этом здании с 1957 по 1967 год работал на посту министра обороны СССР видный советский военачальник и государственный деятель, полководец Великой Отечественной войны, дважды герой маршал Советского Союза Родион Яковлевич Малиновский                                      | Доска из бронзы с барельефным портретом | —                                                         | —    | [ 39 ]                  |
| Жукову Г. К. (1896—1974) Военачальник и государственный деятель, четырежды Герой Советского Союза                                                                                      | Знаменка, 19                                                             | В этом доме в 1941, 1953, 1967 годах работал выдающийся советский полководец четырежды Герой Советского Союза Маршал Советского Союза Георгий Константинович Жуков | Доска из красного гранита с накладным бронзовым лавровым венком. Вверху, на консоли, бронзовый бюст                                             | ск. Ю. Г. Орехов арх. С. П. Хаджибаронов                  | 1991 | [ 42 ] [ 43 ]           |
| Епишеву А. А. (1908—1985) Партийный и военный деятель, Герой Советского Союза | Колымажный переулок, 14                                                  | В этом здании с 1962 по 1985 год работал видный советский партийный и военный деятель Герой Советского Союза генерал армии Алексей Алексеевич Епишев | Доска из бронзы с барельефным портретом | —                                                         | 1988 | [ 42 ] [ 44 ]           |
| Кончаловскому М. П. (1875—1942) Врач | Большая Молчановка, 24/2, стр. 1А                                        | Выдающийся российский терапевт, Заслуженный деятель науки РСФСР, профессор Максим Петрович Кончаловский жил и работал в этом доме с 1929 по 1942 год | Доска из бронзы с рельефным изображением сосуда Гигиеи                                                                                          | арх. А. К. Тихонов, В. В. Перфильев                       | 2017 | [ 42 ]                  |
| Лермонтову М. Ю. (1814—1841) Поэт | Малая Молчановка, 2                                                      | Здесь в 1830―1832 г. жил великий русский поэт Михаил Юрьевич Лермонтов | Доска из красного гранита | —                                                         | 1954 | [ 45 ] [ 13 ] [ 46 ]    |
| Ушинскому К. Д. (1823—1870) Педагог | Моховая улица, 9, стр. 1                                                 | Здесь в 1840―1844 годах учился великий русский педагог-демократ Константин Дмитриевич Ушинский | Доска из белого мрамора | арх. С. И. Смирнов                                        | 1974 | [ 45 ] [ 47 ] [ 48 ]    |
| Максимовичу М. А. (1804—1873) Учёный | Моховая улица, 9, стр. 1                                                 | Максимович Михаил Александрович (1804―1873) Выдающийся ученый, профессор Московского университета — первый ректор Киевского университета Святого Владимира | Доска из бронзы с полубарельефным портретом учёного в овале                                                                                     | —                                                         | 2004 | [ 45 ] [ 49 ]           |
| Скрябину А. Н. (1872—1915) Композитор | Б. Николопесковский переулок, 11, стр. 1                                 | Здѣсь жилъ и умеръ Александръ Николаевичъ Скрябинъ | Доска из белого мрамора | —                                                         | 1916 | [ 50 ] [ 51 ] [ 52 ]    |
| Захаве Б. Е. (1896—1976) Режиссёр | Б. Николопесковский переулок, 12А, стр. 1                                | В этом училище с 1922 года по 1976 год работал ректором выдающийся деятель советского театра народный артист СССР профессор Борис Евгеньевич Захава | Доска из красного гранита, в верхней части — изображение двух античных театральных масок в профиль в разные стороны                             | ск. К. Ю. Александров арх. В. П. Тюрин                    | 1987 | [ 50 ] [ 53 ]           |
| Бальмонту К. Д. (1867—1942) Поэт | Б. Николопесковский переулок, 15, стр. 1                                 | Поэт серебряного века Константин Дмитриевич Бальмонт жил в этом доме с 1915 по 1920 год | Доска из бронзы с контррельефным портретом | ск. А. М. Таратынов арх. М. В. Корси                      | 2013 | [ 50 ]                  |
| Грибоедову А. С. (1795—1829) Дипломат, поэт | Новинский бульвар, 17                                                    | А. С. Грибоедов | Доска из красного гранита с бронзовым барельефным портретом в декорированном медальоне                                                          | ск. С. Д. Меркуров                                        | —    | [ 54 ] [ 13 ] [ 55 ]    |
| Мешко Н. К. (1917—2008) Хормейстер | Новинский бульвар, 18, стр. 2                                            | Народная артистка СССР Хоровой дирижер и педагог Нина Константиновна Мешко жила в этом доме с 1983 по 2008 год | Доска из бронзы с барельефным портретом | ск. В. Н. Селиванов арх. Н. А. Селиванов                  | 2017 | [ 54 ]                  |
| Целиковской Л. В. (1919—1992) Актриса | Новинский бульвар, 18, стр. 1                                            | Народная артистка Российской Федерации Людмила Целиковская жила в этом доме с 1954 по 1992 год | Доска из гранита с бронзовым с барельефным портретом                                                                                            | ск. А. К. Балашов арх. В. Б. Бухаев                       | 2012 | [ 54 ]                  |
| Мамсурову Х. Д. (1903—1968) Военный деятель, Герой Советского Союза | Новинский бульвар, 18, стр. 1                                            | Герой Советского Союза легендарный разведчик, генерал-полковник Хаджи-Умар Джиорович Мамсуров жил в это доме с 1958 г. по 1968 г. | Доска из бронзы с барельефным портретом | ск. И. В. Хаев арх. З. К. Хаева                           | 2013 | [ 54 ]                  |
| Ловейко И. И. (1906—1996) Архитектор | Новинский бульвар, 18, стр. 1                                            | Народный архитектор СССР Иосиф Игнатьевич Ловейко жил в этом доме с 1953 по 1996 год | Доска из красного гранита, в правом верхнем углу изображение золотой спирали                                                                    | ск. Ю. Н. Гайгаров арх. И. В. Гаврилова                   | 2008 | [ 56 ] [ 10 ]           |
| Кончаловский П. П. (1876—1956) Художник | Новинский бульвар, 18, стр. 1                                            | В этом доме жил и работал Народный художник РСФСР Академик Петр Петрович Кончаловский | Доска из серого гранита с барельефным портретом в медальоне                                                                                     | ск. С. Т. Конёнков арх. Л. Н. Кулага                      | 1959 | [ 56 ] [ 57 ] [ 58 ]    |
| Алабяну К. С. (1897—1959) Архитектор | Новинский бульвар, 18, стр. 1                                            | В этом доме с 1954 по 1959 год жил академик архитектуры Каро Семенович Алабян | Доска из красного гранита с высеченным текстом и орнаментом                                                                                     | арх. А. С. Дубовский                                      | 1990 | [ 56 ] [ 17 ]           |
| Кончаловской Н. П. (1903—1988) Писательница | Новинский бульвар, 28/35, стр. 1                                         | Писательница и поэтесса Наталья Петровна Кончаловская жила в этом доме с 1951 по 1988 год | Доска из бронзы с барельефным портретом в тондо                                                                                                 | ск. А. И. Рукавишников арх. С. А. Шаров                   | 2015 | [ 56 ]                  |
| Михалкову С. В. (1913—2009) Писатель | Новинский бульвар, 28/35, стр. 1                                         | С. Михалков жил в этом доме с 1951 по 2009 | Доска из бронзы с барельефным портретом в 3/4 роста в 3/4 повороте                                                                              | ск. Г. В. Франгулян                                       | 2013 | [ 59 ]                  |
| Кадырову А. А. (1951—2004) Религиозный и государственный деятель | Новый Арбат, 19                                                          | В этом здании в 2000―2004 гг. работал Президент Чеченской республики Ахмат-Хаджи Кадыров трагически погибший 9 мая 2004 года | Доска из чёрного мрамора | —                                                         | 2004 | [ 59 ] [ 44 ]           |
| Луконину М. К. (1918—1976) Поэт | Новый Арбат, 23                                                          | В этом доме с 1972 года по 1976 год жил и работал видный советский поэт, лауреат Государственных премий СССР Михаил Кузьмич Луконин | Доска из бронзы, стилизованная под книжную полку                                                                                                | арх. С. И. Смирнов                                        | 1979 | [ 60 ] [ 13 ] [ 46 ]    |
| Красину Л. Б. (1870—1926) Государственный деятель | Поварская улица, 11, стр. 1                                              | Здесь с 1918 г. по 1925 г. жил видный деятель коммунистической партии и советского государства Леонид Борисович Красин | Доска из чёрного гранита со штриховым портретом                                                                                                 | арх. Р. Р. Кликс                                          | 1968 | [ 60 ] [ 61 ] [ 62 ]    |
| Нариманову Н. Н. (1870—1925) Государственный деятель | Поварская улица, 11, стр. 1                                              | В этом доме в 1925 году жил видный советский государственный и партийный деятель, первый председатель Совнаркома Азербайджанской ССР, один из председателей ЦИК СССР Нариман Наджаф оглы Нариманов                                                                              | Доска из красного гранита с барельефным портретом                                                                                               | ск. Т. Т. Мамедов арх. Я. Б. Белопольский, С. И. Смирнов  | 1982 | [ 60 ] [ 63 ] [ 64 ]    |
| Балтрушайтису Ю. К. (1873—1944) Поэт, дипломат | Поварская улица, 24, стр. 1                                              | Здесь в 1920―39 г. жил и работал первый посол Литовской республики в России и Советском Союзе, поэт Юргис Балтрушайтис (текст дублирован на литовском языке) | Доска из бронзы со штриховым портретом | —                                                         | 1994 | [ 65 ] [ 66 ]           |
| Бунину И. А. (1870—1953) Писатель, лауреат Нобелевской премии по литературе | Поварская улица, 26                                                      | Как ни грустно в этом непонятном мире, он все же прекрасен В этом доме в 1917―1918 годах жил русский писатель и поэт, лауреат Нобелевской и Пушкинской премий, почетный академик Российской академии наук Иван Алексеевич Бунин                                                 | Доска из бронзы с высеченным контурным портретом                                                                                                | ск. Г. И. Правоторов арх. С. И. Смирнов                   | 1993 | [ 65 ] [ 20 ]           |
| Халилову В. М. (1952—2016) Дирижёр | Поварская улица, 30/36, стр. 1                                           | Народный артист России начальник — художественный руководитель Академического ансамбля песни и пляски Российской армии имени А. В. Александрова генерал-лейтенант Валерий Михайлович Халилов работал в этом здании с 2006 по 2016 год                                           | Доска из бронзы с горельефным портретом | ск. М. В. Переяславец арх. В. Б. Бухаев                   | 2019 | [ 67 ]                  |
| Кобзону И. Д. (1937—2018) Певец | Поварская улица, 30/36, стр. 1                                           | Герой Труда России Народный артист СССР Иосиф Кобзон работал в этом здании с 1985 по 1997 год | Доска из бронзы с барельефным портретом | ск. А. И. Рукавишников                                    | 2020 | [ 68 ]                  |
| Пудовкину В. И. (1893—1953) Кинорежиссёр | Поварская улица, 31/29                                                   | В этом доме жил и работал выдающийся кинорежиссер Всеволод Илларионович Пудовкин | Доска из чёрного гранита с бронзовым барельефным портретом                                                                                      | ск. В. М. Кураев арх. Л. П. Шатилова                      | 1958 | [ 69 ] [ 70 ] [ 71 ]    |
| Тюленеву И. В. (1892—1978) Военачальник, Герой Советского Союза | Б. Ржевский переулок, 11                                                 | Здесь с 1944 по 1966 год жил генерал армии Герой Советского Союза Иван Владимирович Тюленев | Доска из красного гранита с поясным бронзовым барельефным портретом                                                                             | ск. Н. А. Матвеева арх. С. П. Бурицкий                    | 1981 | [ 69 ] [ 41 ] [ 72 ]    |
| Казакову М. И. (1901—1979) Военачальник, Герой Советского Союза | Б. Ржевский переулок, 11                                                 | Здесь с 1956 года по 1979 год жил видный советский военачальник Герой Советского Союза генерал армии Казаков Михаил Ильич | Доска из красного гранита | арх. Ю. Н. Воскресенский                                  | 1981 | [ 69 ] [ 73 ] [ 74 ]    |
| Гамарнику Я. Б. (1894—1937) Военачальник | Б. Ржевский переулок, 11                                                 | В этом доме жил активный участник Великой Октябрьской социалистической революции советский партийный и военный деятель Ян Борисович Гамарник | Доска угловая из бронзы с барельефным портретом                                                                                                 | ск. Ю. Л. Чернов арх. Ю. Е. Гальперин                     | 1976 | [ 75 ] [ 66 ] [ 76 ]    |
| Ватутину Н. Ф. (1901—1944) Военачальник | Б. Ржевский переулок, 11                                                 | В этом доме с 1941 года по 1944 год жил Герой Советского Союза генерал армии Николай Федорович Ватутин | Доска из чёрного гранита с полугорельефным портретом                                                                                            | ск. К. К. Константинов арх. С. И. Кулёв                   | 1985 | [ 75 ] [ 43 ]           |
| Городовикову О. И. (1879—1960) Военачальник, Герой Советского Союза | Б. Ржевский переулок, 11                                                 | Видный военачальник Герой Советского Союза генерал-полковник Ока Иванович Городовиков жил в этом доме с 1938 по 1957 год | Доска из бронзы с барельефным портретом | ск. И. Н. Феклин арх. А. О. Силантьев                     | 2020 | [ 77 ]                  |
| Ленину В. И. (1870—1924) Государственный деятель | Романов переулок, 2, стр. 1                                              | В этом здании 19 апреля 1919 года Владимир Ильич Ленин выступал с речью перед командирами Красной армии отправляющимися на фронт | Доска из красного гранита с бронзовым барельефным портретом                                                                                     | ск. Д. Д. Стреляев, П. В. Данилов                         | 1957 | [ 78 ] [ 35 ] [ 79 ]    |
| Ярославскому Е. М. (1878—1943) Государственный деятель | Романов переулок, 3, стр. 2                                              | В этом доме с 1925 года по 1943 год жил член КПСС с 1898 года, активный участник революционного движения в России, видный деятель коммунистической партии академик Емельян Михайлович Ярославский                                                                               | Доска из бронзы с барельефным портретом | ск. М. Е. Ярославская арх. Л. Г. Голубовский              | 1974 | [ 78 ] [ 80 ] [ 81 ]    |
| Тимошенко С. К. (1895—1970) Военачальник, дважды Герой Советского Союза | Романов переулок, 3, стр. 2                                              | В этом доме с 1940 года по 1965 год жил советский военачальник дважды Герой Советского Союза Маршал Советского Союза Семен Константинович Тимошенко | Доска из чёрного гранита с изображением звезды                                                                                                  | арх. В. В. Степанов                                       | 1985 | [ 78 ] [ 41 ]           |
| Оруджеву С. А. (1912—1981) Государственный деятель | Романов переулок, 3, стр. 2                                              | Сабит Атаевич Оруджев выдающийся организатор нефтяной и газовой промышленности Герой Социалистического Труда жил в этом доме с 1964 по 1981 год | Доска из чёрного полированного гранита с накладным бронзовым полугорельефным портретом                                                          | —                                                         | 2003 | [ 78 ] [ 63 ]           |
| Мясищеву В. М. (1902—1978) Авиаконструктор | Романов переулок, 3, стр. 2                                              | В этом доме с 1955 по 1978 г. жил генеральный конструктор авиационной техники Герой Социалистического Труда Владимир Михайлович Мясищев | Доска из бронзы со стилизованным изображением самолёта                                                                                          | —                                                         | 1990 | [ 82 ] [ 83 ]           |
| Мануильскому Д. З. (1883—1959) Государственный деятель | Романов переулок, 3, стр. 2                                              | В этом доме жил видный советский и партийный деятель Дмитрий Захарович Мануильский | Доска из чёрного полированного гранита | арх. М. В. Поспелов                                       | 1987 | [ 82 ] [ 63 ]           |
| Кузнецову А. А. (1905—1950) Государственный деятель | Романов переулок, 3, стр. 2                                              | В этом доме с 1946 года по 1950 год жил советский партийный и государственный деятель Алексей Александрович Кузнецов | Доска из чёрного гранита с барельефным портретом                                                                                                | ск. В. А. Фёдоров арх. М. Е. Константинов                 | 1986 | [ 82 ] [ 61 ]           |
| Косыгину А. Н. (1904—1980) Государственный деятель | Романов переулок, 3, стр. 2                                              | Видный деятель коммунистической партии и Советского государства дважды Герой Социалистического Труда Алексей Николаевич Косыгин жил в этом доме с 1942 по 1968 год | Доска из бронзы с барельефным портретом в медальоне                                                                                             | ск. Ю. Г. Орехов арх. Г. В. Макаревич                     | 1982 | [ 82 ] [ 61 ] [ 62 ]    |
| Коневу И. С. (1897—1973) Военачальник, дважды Герой Советского Союза | Романов переулок, 3, стр. 2                                              | Здесь с 1946 года по 1973 год жил выдающийся советский полководец, дважды Герой Советского Союза, Маршал Советского Союза Иван Степанович Конев | Доска из бронзы с барельефным портретом | ск. А. А. Бичуков арх. П. С. Добровольский, С. И. Смирнов | 1978 | [ 82 ] [ 84 ] [ 85 ]    |
| Вознесенскому Н. А. (1903—1950) Государственный деятель | Романов переулок, 3, стр. 2                                              | Здесь с 1947 года по 1950 год жил партийный и государственный деятель академик Николай Алексеевич Вознесенский | Доска из чёрного гранита | арх. А. Б. Самсонов                                       | 1983 | [ 86 ] [ 66 ]           |
| Будённому С. М. (1883—1973) Военачальник, трижды Герой Советского Союза | Романов переулок, 3, стр. 2                                              | Здесь с 1923 года по 1973 год жил выдающийся советский полководец трижды Герой Советского Союза Маршал Советского Союза Семён Михайлович Буденный | Доска из бронзы с барельефным портретом | ск. М. А. Шмаков арх. И. Н. Воскресенский                 | 1981 | [ 86 ] [ 87 ] [ 88 ]    |
| Бармину В. П. (1909—1993) Авиаконструктор | Романов переулок, 3, стр. 2                                              | Генеральный конструктор боевых и космических пусковых ракетных комплексов Герой Социалистического Труда академик АН СССР Владимир Павлович Бармин жил в этом доме с 1970 по 1993 год                                                                                            | Доска из бронзы с барельефным портретом | —                                                         | —    | [ 86 ]                  |
| Щербакову А. С. (1900—1982) Государственный деятель | Романов переулок, 3, стр. 7                                              | Здесь с 1936 года по 1945 год жил видный деятель коммунистической партии и советского государства Александр Сергеевич Щербаков | Доска из чёрного гранита | арх. Г. А. Мурадов                                        | 1973 | [ 86 ] [ 80 ] [ 89 ]    |
| Чуйкову В. И. (1901—1945) Военачальник, дважды Герой Советского Союза | Романов переулок, 3, стр. 7                                              | Здесь с 1962 года по 1982 год жил дважды Герой Советского Союза Маршал Советского Союза Василий Иванович Чуйков | Доска из чёрного гранита | арх. В. В. Степанов                                       | 1983 | [ 90 ] [ 41 ] [ 91 ]    |
| Фрунзе М. В. (1885—1925) Государственный деятель | Романов переулок, 3, стр. 7                                              | В этом доме в 1924―1925 годах жил видный деятель коммунистической партии и советского государства талантливый полководец и организатор советских вооруженных сил Михаил Васильевич Фрунзе                                                                                       | Доска из серого гранита | арх. И. Н. Андрианов                                      | 1960 | [ 90 ] [ 80 ] [ 28 ]    |
| Судецу В. А. (1904—1981) Военачальник, Герой Советского Союза | Романов переулок, 3, стр. 7                                              | Здесь с 1963 года по 1981 год жил Герой Советского Союза Маршал авиации Владимир Александрович Судец | Доска из чёрного гранита | арх. В. В. Степанов                                       | 1982 | [ 90 ] [ 92 ] [ 93 ]    |
| Смидовичу П. Г. (1874—1935) Государственный деятель | Романов переулок, 3, стр. 7                                              | В этом доме с 1928 по 1935 год жил профессиональный революционер, видный деятель советского государства Петр Гермогенович Смидович | Доска из тёмно-серого гранита с изображением серпа и молота                                                                                     | арх. А. П. Семёнов                                        | 1967 | [ 90 ] [ 80 ] [ 94 ]    |
| Малышеву В. А. (1902—1957) Государственный деятель | Романов переулок, 3, стр. 7                                              | В этом доме в 1939―1957 годах жил член КПСС с 1926 года выдающийся государственный деятель Вячеслав Александрович Малышев | Доска из тёмно-серого гранита | арх. А. Б. Гурков                                         | 1972 | [ 95 ] [ 96 ]           |
| Ворошилову К. Е. (1881—1969) Военачальник, дважды Герой Советского Союза | Романов переулок, 3, стр. 7                                              | В этом доме жил выдающийся полководец партийный и государственный деятель Маршал Советского Союза дважды Герой Советского Союза Герой Социалистического Труда Климент Ефремович Ворошилов                                                                                       | Доска из чёрного гранита с барельефным портретом                                                                                                | ск. А. Е. Елецкий арх. А. А. Усачев                       | 1971 | [ 95 ] [ 66 ] [ 76 ]    |
| Андрееву А. А. (1895—1971) Государственный деятель | Романов переулок, 3, стр. 7                                              | В этом доме с 1958 года по 1962 год жил видный деятель коммунистической партии и советского государства Андрей Андреевич Андреев | Доска из чёрного гранита | ск. Ю. Н. Тихонов                                         | 1986 | [ 95 ] [ 66 ]           |
| Тимирязеву К. А. (1843—1920) Естествоиспытатель | Романов переулок, 4, стр. 2                                              | Здесь жил и умер 1899―1920 мировой ученый великий продолжатель Дарвина основоположник русской школы физиологии растений и агробиологии Климент Аркадьевич Тимирязев | Доска из белого мрамора | ск. В. В. Мясников                                        | 1946 | [ 95 ] [ 97 ] [ 98 ]    |
| Домогацкому В. Н. (1876—1939) Скульптор | Серебряный переулок, 4, стр. 1                                           | С 1913 г. по 1939 г. в этом доме жил и работал советский скульптор Владимир Николаевич Домогацкий | Доска из бронзы в форме медальона с барельефным портретом                                                                                       | ск. Д. Ю. Митлянский арх. Ю. Е. Гальперин                 | 1977 | [ 99 ] [ 15 ] [ 100 ]   |
| Мясковскому Н. Я. (1881—1950) Композитор | Сивцев Вражек, 4                                                         | В этом доме 1930 г. по 1950 г. жил и работал выдающийся советский композитор народный артист СССР профессор Николай Яковлевич Мясковский | Доска из белого мрамора | —                                                         | 1958 | [ 99 ] [ 53 ] [ 101 ]   |
| Богомольцу А. А. (1881—1946) Патофизиолог | Сивцев Вражек, 4                                                         | В этом доме жил выдающийся советский ученый академик А.А. Богомолец (1881―1946) | Доска из белого мрамора | —                                                         | —    | [ 99 ] [ 102 ] [ 103 ]  |
| Аксакову С. Т. (1791—1859) Писатель | Сивцев Вражек, 30, стр. 1 Доска на хранении в фондах Литературного музея | В этом доме в 40-х годах XIX в. жил и работал писатель Сергей Тимофеевич Аксаков | Доска из чугуна с барельефным портретом и рельефными буквами                                                                                    | ск. М. Т. Климушина, В. М. Шишков арх. И. Н. Андрианов    | 1959 | [ 99 ] [ 104 ]          |
| Григорьеву М. Г. (1917—1981) Военачальник | Смоленская набережная, 5/13                                              | Лауреат Ленинской премии генерал-полковник Михаил Григорьевич Григорьев жил в этом доме с 1972 по 1981 год | Доска из гранита с накладным бронзовым барельефным портретом. Вдоль левого края изображена стартующая ракета, справа внизу – эмблема артиллерии | ск. Ф. Н. Абрамов арх. С. В. Погрешаев                    | 2019 | [ 105 ]                 |
| Савицкому Е. Я. (1910—1990) Лётчик, дважды Герой Советского Союза | Смоленская набережная, 5/13                                              | В этом доме с 1955 по 1990 год жил выдающийся летчик участник Великой Отечественной войны дважды Герой Советского Союза Маршал авиации Евгений Яковлевич Савицкий | Доска из бронзы с барельефным портретом и стилизованным изображением взмывающей вверх эскадрильи самолётов                                      | —                                                         | 1994 | [ 106 ] [ 92 ]          |
| Руденко С. И. (1904—1990) Военачальник, Герой Советского Союза | Смоленская набережная, 5/13                                              | В этом доме жил и работал с 1962 по 1990 год Герой Советского Союза маршал авиации Сергей Игнатьевич Руденко | Доска из бронзы с горельефным профильным портретом, стилизованным изображением крыла и дубовой ветви                                            | —                                                         | —    | [ 106 ]                 |
| Попову А. А. (1918—1983) Актёр | Смоленская набережная, 5/13                                              | В этом доме с 1954 года по 1985 год жил и работал народный артист СССР лауреат Государственной премии СССР профессор Андрей Алексеевич Попов | Доска из розового гранита | арх. Ю. Н. Воскресенский                                  | 1987 | [ 106 ] [ 70 ]          |
| Попову А. Д. (1892—1961) Режиссёр | Смоленская набережная, 5/13                                              | В этом доме с 1954 года по 1961 год жил и работал советский режиссер Народный артист СССР лауреат Государственных премий СССР профессор Алексей Дмитриевич Попов | Доска из розового гранита | арх. Ю. Н. Воскресенский                                  | 1987 | [ 106 ] [ 70 ]          |
| Новикову А. А. (1900—1976) Военачальник, дважды Герой Советского Союза | Смоленская набережная, 5/13                                              | В этом доме с 1955 года по 1976 год жил дважды Герой Советского Союза Главный Маршал авиации Александр Александрович Новиков | Доска из бронзы с рельефным портретом в медальоне. Под портретом барельефное изображение эмблемы ВВС СССР                                       | ск. А. А. Бичуков арх. Е. И. Кутырев                      | 1980 | [ 107 ] [ 84 ] [ 108 ]  |
| Исакову И. С. (1894—1967) Военачальник, Герой Советского Союза | Смоленская набережная, 5/13                                              | В этом доме с 1955 г. по 1967 г. жил и работал адмирал флота Советского Союза член-корреспондент АН СССР Герой Советского Союза Иван Степанович Исаков | Доска из серого гранита с рельефным портретом                                                                                                   | ск. В. М. Кураев арх. А. Н. Душкин                        | 1972 | [ 107 ] [ 73 ] [ 109 ]  |
| Памяти событий Октябрьской революции | Смоленская площадь, 2/54                                                 | Здесь в октябре 1917 года шли ожесточенные бои красногвардейцев и солдат Хамовнического района с отрядами юнкеров | Доска из тёмно-серого гранита | арх. А. В. Натальченко                                    | 1968 | [ 107 ] [ 110 ] [ 111 ] |
| Пырьеву И. А. (1901—1968) Кинорежиссёр | Смоленская улица, 10                                                     | В этом доме с 1962 по 1968 год жил и работал советский кинорежиссер Народный артист СССР Иван Александрович Пырьев | Доска из чёрного гранита с бронзовым барельефным портретом                                                                                      | ск. В. В. Воробчук арх. В. В. Орлов                       | 1976 | [ 112 ] [ 70 ] [ 113 ]  |
| Серову В. А. (1865—1911) Художник | Староваганьковский переулок, 21, стр. 1                                  | В этом доме жил и умер художник Валентин Александрович Серов | Доска из красного гранита | —                                                         | 1958 | [ 112 ] [ 32 ] [ 114 ]  |
| Будникову П. П. (1885—1968) Химик | Троилинский переулок, 3                                                  | В этом доме с 1948 по 1968 год жил Герой Социалистического Труда видный советский ученый в области химии и технологии силикатов лауреат Государственной премии Петр Петрович Будников                                                                                           | Доска из розового гранита | арх. Н. Н. Миловидов                                      | 1979 | [ 112 ] [ 102 ] [ 115 ] |
| Бунину И. А. (1870—1953) Писатель, лауреат Нобелевской премии по литературе | Трубниковский переулок, 4                                                | Здесь, в тихих переулках за Арбатом совсем другая жизнь… И. А. Бунин В этом доме в 1906 году жил писатель Иван Бунин | Доска из светлого мрамора с контурным портретом                                                                                                 | —                                                         | 1993 | [ 112 ] [ 20 ]          |
| Ганнушкину П. Б. (1875—1933) Психиатр | Хлебный переулок, 19                                                     | В этом доме с 1919 по 1933 год жил выдающийся советский ученый-психиатр Петр Борисович Ганнушкин | Доска из серого гранита | арх. В. А. Свирский                                       | 1963 | [ 116 ] [ 102 ] [ 117 ] |
| Вересаеву В. В. (1867—1945) Писатель | Шубинский переулок, 2/3                                                  | В этом доме в 1921―1945 годах жил и работал писатель Викентий Викентьевич Вересаев /Смидович/ | Доска из чёрного гранита с барельефным портретом                                                                                                | арх. П. В. Данилов                                        | 1956 | [ 116 ] [ 20 ] [ 118 ]  |